# Libanoculex intermedius
Libanoculex intermedius — викопний вид комарів, що існував у ранній крейді (125 млн років тому). Описаний у 2023 році.

## Рештки
Вид описаний з двох самців, що виявлені у ліванському бурштині у районі Баабда на заході Лівану на висоті 1340 м над рівнем моря. Самиці невідомі.

## Назва
Родова назва є комбінацією латинського Libanus, що означає «Ліван», і родової назви Culex L. (латинське слово, що означає «комар»). Видовий епітет є латинським прикметником intermedius, що означає «проміжний», і відноситься до базального положення скам'янілості відносно інших Culicidae та його унікального поєднання апоморфій і симплезіоморфій Culicidae з Chaoboridae.

## Опис
Довжина тіла 2,45 мм, ширина голови 0,5 мм. Довжина крила 1,63 мм.

## Філогенія
|  | †Libanoculex intermedius (ліванський бурштин)                                                                                           |
|  | |
|  | \| \| †Burmaculex antiquus Borkent & Grimaldi, 2004 (бірманський бурштин) \| \| \| \| \| \| краун-группа Culicidae (комарі) \| \| \| \| |
|  | |
|  | †Burmaculex antiquus Borkent & Grimaldi, 2004 (бірманський бурштин)                                                                     |
|  | |
|  | краун-группа Culicidae (комарі) |
|  | |

|  | †Burmaculex antiquus Borkent & Grimaldi, 2004 (бірманський бурштин) |
|  |                                                                     |
|  | краун-группа Culicidae (комарі)                                     |
|  |                                                                     |